# Mathew Barzal

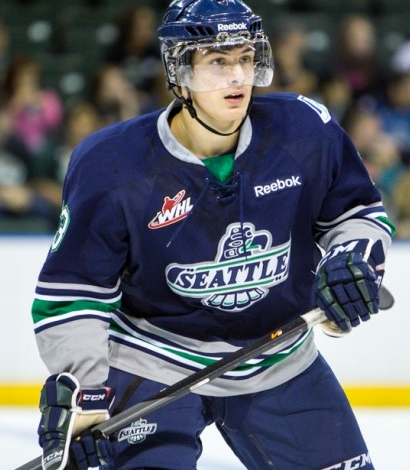
W barwach Seattle Thunderbirds w 2015

Mathew Barzal (ur. 26 maja 1997 w Coquitlam, Kolumbia Brytyjska, Kanada) – hokeista kanadyjski, gracz ligi NHL, reprezentant Kanady.

## Kariera klubowa
- Seattle Thunderbirds (2013 - 10.09.2015)
- New York Islanders (10.09.2015 -  
  -  Seattle Thunderbirds (2015 - 2017)

## Kariera reprezentacyjna
- Reprezentant Kanady na MŚJ U-18 w 2014
- Reprezentant Kanady na MŚJ U-18 w 2015
- Reprezentant Kanady na  MŚJ U-20 w 2016
- Reprezentant Kanady na  MŚJ U-20 w 2017
- Reprezentant Kanady na MŚ w 2018

## Sukcesy
Reprezentacyjne
- Brązowy medal z reprezentacją Kanady na MŚJ U-18 w 2014
- Brązowy medal z reprezentacją Kanady na MŚJ U-18 w 2015
- Srebrny medal z reprezentacją Kanady na  MŚJ U-20 w 2017

Klubowe
- Ed Chynoweth Cup z zespołem Seattle Thunderbirds w sezonie 2016/2017
- Srebrny medal mistrzostw świata: 2022

Indywidualne
- MVP fazy play-off WHL w sezonie 2016/2017
- Debiutant miesiąca NHL - styczeń 2018
- Calder Memorial Trophy - najlepszy debiutant NHL w sezonie 2017/2018
- Występ w Meczu Gwiazd NHL w sezonie  2018-2019